# فیصل الخوری
فیصل الخوری (انگلیسی: Faisel Al-Khori؛ زادهٔ ۶ فوریهٔ ۱۹۹۶) بازیکن فوتبال اهل امارات متحده عربی است.